# Gaetano Cacciatore
Gaetano Cacciatore (Palermo, 17 marzo 1814 – Palermo, 16 giugno 1889) è stato un astronomo italiano.

## Biografia
Figlio di Niccolò Cacciatore, direttore dell'Osservatorio astronomico di Palermo, studiò prima al Collegio Nautico e quindi presso la Regia Università. Nel 1835 fu nominato assistente dell'Osservatorio. Alla morte del padre nel 1841 ne divenne il direttore ed ebbe insieme la cattedra di astronomia presso l'Università. Promosse la pubblicazione di un "Annuario astronomico".
Avendo partecipato ai moti del 1848 come deputato del parlamento siciliano che votò per la decadenza dal trono dei Borboni perse le sue cariche e si occupò per alcuni anni di ingegneria mineraria. Fu reintegrato come direttore dell'Osservatorio dopo il 1860 e vi rimase fino alla morte. Arricchì la strumentazione scientifica e organizzò un osservatorio meteorologico distinto da quello astronomico.
Fondò inoltre una nuova rivista, il "Bullettino del Regio Osservatorio". Pubblicò un volume sull'eclissi avvenuta in Sicilia il 22 dicembre 1870.